# Riverside (Zambia)
Riverside è un ward dello Zambia, parte della Provincia di Copperbelt e del Distretto di Kitwe.